# Celidonio Errante
Celidonio Errante (Polizzi Generosa, 5 febbraio 1780 – Palermo, 23 dicembre 1850) è stato un filologo e traduttore italiano.

## Biografia
Studiò presso l'Università degli Studi di Catania, conseguendo la laurea in utroque iure. Già Presidente del Tribunale Civile della provincia di Girgenti, dal 1841 fu giudice presso la Gran Corte Civile di Catania. Nel 1848-1849 fu consigliere della Corte Suprema di Giustizia di Palermo.
Nel 1822 pubblicò a Palermo una traduzione, con a fronte il testo greco in edizione critica, dei frammenti di Dicearco da Messina Vita della Grecia (Βίος Ἑλλάδος). Successivamente tradusse alcune opere di Cebete, Senofonte e alcuni frammenti di storici greco-siculi.
Nel 1844 pubblicò a Catania il Saggio intorno all'equità e all'ufficio del giudice nelle materie penali.
Fu socio dell'Accademia palermitana di Scienze e Lettere ed ebbe la carica di regio storiografo.
Era padre del senatore Vincenzo Errante e bisnonno dell’omonimo germanista Vincenzo Errante.

## Opere
- I Frammenti di Dicearco da Messina, Palermo 1822, vol. 1, su books.google.it.
- I Frammenti di Dicearco da Messina, Palermo 1822, vol. 2, su books.google.it.
- La tavola di Cebete Tebano tradotta da Celidonio Errante col testo, varianti e note filologiche, Palermo, 1825
- Opuscoli di Celidonio Errante, Palermo, 1827
- Intorno alla condizione delle città siciliane sotto la dominazione romana ed alla legge geronia, Palermo, 1831
- Frammenti di storici greco-siculi tradotti e illustrati
- Il Gerone, o sia del Principe, dialogo di Senofonte tradotto da Celidonio Errante, Catania, 1841
- Saggio intorno all'equità e all'ufficio del giudice nelle materie penali, Catania, 1844